# 长银斧鱼
长银斧鱼（学名：Argyropelecus affinis）为輻鰭魚綱巨口魚目褶胸鱼科银斧鱼属的鱼类。分布于印度洋、太平洋、大西洋以及南海等海域，垂直分布1300-0公尺，體長可達8.4公分。會進行垂直洄游，屬肉食性，以磷蝦、橈腳類、被囊動物等為食。